# Джаянтаварман
Джаянтаварман — індійський правитель з династії Пандья. 

## Життєпис
Був сином Авані Суламані. Він правив частинами сучасних Керали й Тамілнаду.
Записи наступників Джаянтавармана називають його черійським титулом «Ванаван». Це, ймовірно, означає перемогу Джаянтавармани над правителем Чера. Історик Пандаратхар визначає його як царя, що правив у Мадураї, коли китайський мандрівник Сюаньцзан відвідував Канчіпурам.
Часам його правління приписують вирізану у скелі гробницю у Малаядікурічі (округ Тірунелвелі).